# 大杏蛤
大杏蛤（学名：Amygdalum watsoni），是贻贝目壳菜蛤科杏蛤属的一种。主要分布于中国大陆，常栖息在潮下带11－177米。